# Глазуновский район
Глазуновский район — административно-территориальная единица (район) и муниципальное образование (муниципальный район) в составе Орловской области Российской Федерации.
Административный центр — посёлок городского типа Глазуновка.

## География
Район расположен в южной части области и является самым маленьким по территории (площадь 580,888 км²), граничит с Курской областью.
Основные реки — Очка, Неручь, Руда, Литобеж, Кунач, Большая Рыбница, Шум, ручей Бударин, ручей Сторожов. На территории района находятся истоки реки Ока.

## История
Район образован 18 января 1935 года на территории Курской области.13 июля 1937 года была образована Орловская область. 13 июля 1944 года Глазуновский район был передан из Курской области в состав Орловской области.
10 июня 1954 года деревня Богомоловка, Захаровка, Поселок Веселый, Золотая Поляна, пос. Моховой из Богородского сельсовета были переданы в состав Тагинского сельсовета; деревня Кривцово, Щербатово, пос. Ржавец и Глазуновского сельскохозяйственного техникума из Васильевского сельсовета в состав Краснослободского; деревни Преображенское (Дальнее Глебово), Собакино и посёлок имени Володарского были переданы из Краснознаменского сельсовета - в состав Медведевского сельсовета.
17 июня 1954 года Богородский и Гнилушинский сельсоветы объединены в один Богородский сельсовет с центром в деревне Нижняя Слобода; Очкинский и Васильевский сельсоветы объединены в один Очкинский с центром в селе Архангельское; Сеньковский и Подолянский сельсоветы объединены в один Сеньковский с центром в деревне Холоденовка. Сталинский и Краснознаменский сельсоветы объединены в один Сталинский сельсовет с центром в селе Глазуновка.
В 1955 году 23 июня деревня Кривцово, Щербатово и посёлок Ржавец были переданы из Краснослободского сельсовета в состав Очкинского сельсовета.
28 октября 1961 года деревня Собакино Медведевского сельсовета официально была переименована в деревню Володарская.
26 декабря 1961 года Сталинский сельсовет переименован в Глазуновский сельсовет.
31 мая 1962 года село Глазуновка отнесено к категории рабочих посёлков. Упразднён Глазуновский сельсовет. Образован Отрадинский сельсовет с центром в деревне Отрада. В его состав включены: село Старополево, деревни Борзенки, Ивановка, Комаровка, Красная Ивановка, Кривые Верхи, Кукуевка, Кунач, Новополево, Отрада, Рождествено, Салтыково и посёлок Преображенский бывшего Глазуновского сельсовета.
10 января 1963 года Глазуновский район отнесён в административное подчинение Орловскому совету депутатов трудящихся.
В 1963 году проведено укрупнение районов. Вместо 29 образовано 10 сельских районов. 1 февраля 1963 года упразднён Глазуновский район, 22 февраля 1963 года его территория включена в состав Свердловского сельского района, образованного 1 февраля того же года из территорий бывшего Свердловского, Глазуновского, Покровского районов и рабочего посёлка Глазуновка с центром в рабочем посёлке Змиёвка. Рабочий посёлок Змиёвка включён в состав Свердловского промышленного района 22 февраля 1963 года.
6 июля 1963 года посёлок Техникумовский Краснослободского сельского совета был передан в административное подчинение Глазуновскому поселковому Совету депутатов трудящихся.
28 ноября 1963 года населённые пункты Богородского сельсовета: село Богородское, деревни Верхняя Слобода, Зарека, Екатериновка, Нижняя Слобода объединены в одно село Богородское; деревни Старая Гнилуша, Вознесеновка, Кукуевка, Лобановка и посёлок Раздолье - в одно село Гнилуша. Населённые пункты Краснослободкинского сельсовета: деревни Красная Слободка 1-я, Красная Слободка 2-я и Похвальное - в одно село Красная Слободка. Населённые пункты Очкинского сельсовета: село Архангельское и посёлок Усадьба РТС "2-я пятилетка" объединены в одно село Архангельское. Населённые пункты Сеньковского сельсовета: деревни Степная и Бутырки объединены в одну деревню Степная; деревни Сеньково, Прилеповка, Холоденовка, Шугаевка объединены в одно село Сеньково. Деревни Чермошное и посёлок Литобеж - в одну деревню Чермошное. Населённые пункты Тагинского сельсовета: деревни Тагино Верхнее и Тагино Нижнее, Бобрики, Бутырки и Кузнецовка объединены в одно село Тагино; село Подолянь и деревня Кучено объединены в одно село Подолянь; деревни Золотая Поляна, Богомоловка и посёлок Моховой объединены в одну деревню Золотая Поляна.
12 января 1965 года в области упразднены Верховский и Свердловский промышленные районы. 11 сельских районов преобразованы в единые районы и дополнительно образовано еще 7 районов: Верховский, Глазуновский, Дмитровский, Должанский, Новосильский, Хотынецкий, Покровский.
Глазуновский район вновь образован с центром в рабочем посёлке Глазуновка. Из Свердловского района были переданы и включены в состав Глазуновского сельсоветы: Богородский, Краснослободский, Медведевский, Отрадинский, Очкинский, Сеньковский и Тагинский, а также Губкинский, Дубовицкий, Ленинский, Луковский, Октябрьский, Первомайский и Подгородненский - из Колпянского района. 30 декабря 1966 года образован Малоархангельский район. 31 декабря 1966 года в его состав включены переданные из Глазуновского района Губкинский, Дубовицкий, Ленинский, Луковский, Октябрьский, Первомайский и Подгородненский сельсоветы и город Малоархангельск.
17 января 1969 года из административно-территориального деления исключены Володарский посёлок Медведевского сельсовета и деревня Лидерово Очкинского сельсовета.
20 июня 1969 года передан посёлок Ржавец Очкинского сельсовета в административное подчинение Глазуновскому поселковому совету депутатов трудящихся и объединён с посёлком Техникумовский.
15 ноября 1974 года исключены посёлок Ильинский Богородского сельсовета и деревня Борзенки Отрадинского сельсовета.

## Население
| 1959    | 1970    | 1979    | 1989    | 2002    | 2009    | 2010    | 2012    | 2013    |
| ------- | ------- | ------- | ------- | ------- | ------- | ------- | ------- | ------- |
| 22 469  | ↘21 469 | ↘17 908 | ↘16 651 | ↘14 976 | ↘13 837 | ↘13 162 | ↘12 841 | ↘12 706 |
| 2014    | 2015    | 2016    | 2017    | 2018    | 2019    | 2020    | 2021    | 2023    |
| ↘12 573 | ↘12 327 | ↘12 117 | ↘11 873 | ↘11 721 | ↘11 550 | ↘11 447 | ↘10 366 | ↘10 245 |

### Урбанизация
В городских условиях (пгт Глазуновка) проживают  45,8 % населения района.

### Национальный состав
По итогам переписи населения 2020 года проживали следующие национальности (национальности менее 0,1 % и другое, см. в сноске к строке «Другие»):
| Национальность | Численность, чел. | Доля     |
| -------------- | ----------------- | -------- |
| Русские        | 9818              | 94,71 %  |
| Армяне         | 68                | 0,66 %   |
| Украинцы       | 49                | 0,47 %   |
| Азербайджанцы  | 43                | 0,41 %   |
| Молдаване      | 30                | 0,29 %   |
| Грузины        | 27                | 0,26 %   |
| Узбеки         | 20                | 0,19 %   |
| Таджики        | 20                | 0,19 %   |
| Татары         | 12                | 0,12 %   |
| Аварцы         | 11                | 0,11 %   |
| Другие         | 268               | 2,59 %   |
| Итого          | 10 366            | 100,00 % |

## Административно-муниципальное устройство
Глазуновский район в рамках административно-территориального устройства включает 7 сельсоветов и 1 посёлок городского типа.
В рамках организации местного самоуправления на территории района созданы 8 муниципальных образований, в том числе 1 городское и 7 сельских поселений:
| № | Муниципальное образование           | Административный центр | Количество населённых пунктов | Население (чел.) | Площадь (км²) |
| - | ----------------------------------- | ---------------------- | ----------------------------- | ---------------- | ------------- |
| 1 | городское поселение Глазуновка      | пгт Глазуновка         | 1                             | ↘4692            | 13,222        |
| 2 | Богородское сельское поселение      | село Богородское       | 3                             | ↘540             | 78,511        |
| 3 | Краснослободское сельское поселение | село Красная Слободка  | 7                             | ↗893             | 74,188        |
| 4 | Медведевское сельское поселение     | деревня Гремячево      | 10                            | ↘563             | 79,821        |
| 5 | Отрадинское сельское поселение      | деревня Отрада         | 11                            | ↘1500            | 95,769        |
| 6 | Очкинское сельское поселение        | село Архангельское     | 11                            | ↗737             | 73,785        |
| 7 | Сеньковское сельское поселение      | село Сеньково          | 12                            | ↘471             | 77,657        |
| 8 | Тагинское сельское поселение        | село Тагино            | 8                             | ↘849             | 87,935        |

## Населённые пункты
В Глазуновском районе 63 населённых пункта.
| №  | Населённый пункт   | Тип     | Население | Муниципальное образование           |
| -- | ------------------ | ------- | --------- | ----------------------------------- |
| 1  | Александровка      | деревня | 15        | Очкинское сельское поселение        |
| 2  | Александровка      | деревня | 37        | Сеньковское сельское поселение      |
| 3  | Архангельское      | село    | ↘235      | Очкинское сельское поселение        |
| 4  | Богородское        | село    | ↘341      | Богородское сельское поселение      |
| 5  | Васильевка         | деревня | ↗323      | Очкинское сельское поселение        |
| 6  | Весёлый            | посёлок | ↗189      | Тагинское сельское поселение        |
| 7  | Володарская        | деревня | 10        | Медведевское сельское поселение     |
| 8  | Глазуновка         | пгт     | ↘4692     | городское поселение Глазуновка      |
| 9  | Глазуново          | деревня | 23        | Очкинское сельское поселение        |
| 10 | Глебово            | деревня | ↘70       | Медведевское сельское поселение     |
| 11 | Глебовский         | посёлок | 75        | Медведевское сельское поселение     |
| 12 | Гнилуша            | село    | ↘238      | Богородское сельское поселение      |
| 13 | Голенищево         | деревня | 9         | Богородское сельское поселение      |
| 14 | Гремячево          | деревня | ↘239      | Медведевское сельское поселение     |
| 15 | Дружевец           | хутор   | 12        | Сеньковское сельское поселение      |
| 16 | Захаровка          | деревня | ↘56       | Тагинское сельское поселение        |
| 17 | Золотая Поляна     | посёлок | 15        | Тагинское сельское поселение        |
| 18 | Ивановка           | деревня | ↘111      | Отрадинское сельское поселение      |
| 19 | Ильинское          | деревня | 6         | Очкинское сельское поселение        |
| 20 | Каменка            | деревня | 43        | Медведевское сельское поселение     |
| 21 | Комарёвка          | деревня | 10        | Отрадинское сельское поселение      |
| 22 | Красная Горка      | посёлок | 6         | Сеньковское сельское поселение      |
| 23 | Красная Заря       | посёлок | 0         | Тагинское сельское поселение        |
| 24 | Красная Ивановка   | деревня | 1         | Отрадинское сельское поселение      |
| 25 | Красная Поляна     | деревня | 11        | Медведевское сельское поселение     |
| 26 | Красная Слободка   | село    | ↘412      | Краснослободское сельское поселение |
| 27 | Кривые Верхи       | деревня | ↘105      | Отрадинское сельское поселение      |
| 28 | Кукуевка           | деревня | 29        | Отрадинское сельское поселение      |
| 29 | Культурная Посадка | посёлок | ↘222      | Краснослободское сельское поселение |
| 30 | Кунач              | деревня | ↘504      | Отрадинское сельское поселение      |
| 31 | Ловчиково          | деревня | ↘376      | Медведевское сельское поселение     |
| 32 | Малые Бобрики      | деревня | 40        | Сеньковское сельское поселение      |
| 33 | Никольское         | деревня | ↗218      | Очкинское сельское поселение        |
| 34 | Новополево         | деревня | ↘517      | Отрадинское сельское поселение      |
| 35 | Новый Хутор        | деревня | 27        | Сеньковское сельское поселение      |
| 36 | Озерки             | деревня | 0         | Сеньковское сельское поселение      |
| 37 | Отрада             | деревня | ↘366      | Отрадинское сельское поселение      |
| 38 | Очки               | деревня | ↗38       | Очкинское сельское поселение        |
| 39 | Панская            | деревня | ↘98       | Краснослободское сельское поселение |
| 40 | Подлесная          | деревня | 17        | Сеньковское сельское поселение      |
| 41 | Подолянь           | село    | ↘73       | Тагинское сельское поселение        |
| 42 | Преображенская     | деревня | 0         | Медведевское сельское поселение     |
| 43 | Прозоровский       | посёлок | 1         | Сеньковское сельское поселение      |
| 44 | Рождественно       | деревня | 58        | Отрадинское сельское поселение      |
| 45 | Сабурово           | село    | 17        | Краснослободское сельское поселение |
| 46 | Садовый            | посёлок | 4         | Очкинское сельское поселение        |
| 47 | Салтыково          | деревня | 6         | Отрадинское сельское поселение      |
| 48 | Сеньково           | село    | ↘287      | Сеньковское сельское поселение      |
| 49 | Соловые            | деревня | 21        | Медведевское сельское поселение     |
| 50 | Соревнование       | посёлок | ↗126      | Очкинское сельское поселение        |
| 51 | Старополево        | деревня | ↘138      | Отрадинское сельское поселение      |
| 52 | Степная            | деревня | ↘185      | Сеньковское сельское поселение      |
| 53 | Тагино             | село    | 483       | Тагинское сельское поселение        |
| 54 | Тагинский          | посёлок | ↘153      | Тагинское сельское поселение        |
| 55 | Техникумовский     | посёлок | 445       | Краснослободское сельское поселение |
| 56 | Трубицино          | деревня | 27        | Краснослободское сельское поселение |
| 57 | Тряс               | посёлок | 0         | Сеньковское сельское поселение      |
| 58 | Хитрово            | деревня | 0         | Очкинское сельское поселение        |
| 59 | Чермошное          | деревня | 15        | Сеньковское сельское поселение      |
| 60 | Шушерово           | деревня | 1         | Медведевское сельское поселение     |
| 61 | Щербатово          | деревня | 1         | Очкинское сельское поселение        |
| 62 | Ясная Поляна       | посёлок | 39        | Краснослободское сельское поселение |
| 63 | Ясная Поляна       | посёлок | 23        | Тагинское сельское поселение        |

## Транспорт
Автомобильный
По территории района пролегают автомобильные региональные дороги с твёрдым покрытием:
- 54К-7 Змиёвка — Глазуновка — Тросна (III категории)
- 54К-8 Глазуновка — Малоархангельск — Колпна — Долгое (III категории)
- 54К-54 54К-7 — Богородское — Кромы (IV категории)
- 54К-21 улица Полевая в пгт Глазуновка (III категории)

Железнодорожный
По территории района проходит железная дорога Орёл — Курск.

## Культура
На территории Глазуновского района находятся следующие памятники истории и культуры народов РФ:
- братские могилы советских воинов, погибших в боях с фашистскими захватчиками — пгт Глазуновка, д. Александровка, с. Богородское, д. Гремячево, д. Ловчиково, д. Новополево, д. Панская, д. Подозеренка, пос. Прозоровский, с. Сабурово, с. Сеньково, с. Степная, с. Тагино, ж.д. переезд 454 км,
- братская могила партизан, погибших в боях с фашистскими захватчиками — с. Сеньково,
- могила советского воина Ф. Н. Украинского — д. Чермошное,
- могила советского воина М. Е. Чёрного, погибшего в бою с фашистскими захватчиками — ж.д. переезд 448 км;
- могила советского воина, погибшего в бою с фашистскими захватчиками — пос. Культурная Посадка,
- могила Д. А. Балакина, заместителя председателя колхоза — с. Красная Слобода,
- могила Е. Х. Севериной, погибшей в бою с фашистскими захватчиками — пос. Техникумовский.

## Достопримечательности
Постановлением главы администрации Орловской области от 27.03.1996 г. № 189 на территории Глазуновского района определены памятники природы и парковой зоны: 4 лесные, 2 садово-парковые, 2 гидрологические.
- д. Александровка — Исток Оки — 269,8 га. Природоохранная зона.
- с. Богородское — Городище 1 тыс. н. э. Археологический памятник местного значения.
  -  — Селище XVII—XIV вв. и XVII века. «Шихан» на правом берегу р. Оки в 0,3 км к юго-востоку от с. Богородское.
  -  — Свято-Ильинская церковь. Памятник XIX века.
- д. Захаровка — Городище 1 тыс. н. э. Археологический памятник местного значения.
- д. Культурная Посадка — Урочище «Культурная посадка» — 176 га.
- с. Тагино — Городище XI—XIII вв. Археологический памятник местного значения.
  - — «Сторожа» XV—XVII вв. в пойме правого берега р. Ока напротив Тагинской средней школы в урочище «Курган».
  -  — Селище (Тагино-2) на правом берегу р. Оки в 1 км выше Городища Тагино.